# Acropora paniculata
Acropora paniculata är en korallart som beskrevs av Addison Emery Verrill 1902. Acropora paniculata ingår i släktet Acropora och familjen Acroporidae. IUCN kategoriserar arten globalt som sårbar. Inga underarter finns listade i Catalogue of Life.